# Росен Гергов
Росен Гергов е български диригент.

## Биография
Роден е на 13 януари 1981 г. в Враца. Завършва Националното музикално училище „Любомир Пипков“ в София в класа по пиано на Милка Митева (директор на училището от 1992 до 2017 г.). Учи кларинет при Борислав Йоцов и дирижиране при Михаил Ангелов. Завършва Университета за музика и изобразително изкуство във Виена. Във втората половина на 2010-те за известен период от време е главен диригент на Симфоничния оркестър на БНР, оттогава е гост диригент.
Прави дебюта си в Националния театър в Манхайм през 2016 г. Дирижира спектакли на „Касандра“ на Майкъл Джарел в Театро Росини, Луго, Италия. Работи с Шотландския камерен оркестър, със Симфоничния оркестър на Бамберг, с Люксембургския филхармоничен оркестър, Националния оркестър на Монпелие, Симфоничния оркестър на Би Би Си, Виенската филхармония, Оркестъра на Полското национално радио и Симфоничния оркестър на Базел.
Росен Гергов е лауреат на първия международен диригентски конкурс на Евгений Светланов през 2007 г. и година по-късно записът му на музика на Дейвид Чески със Симфоничния оркестър на Норландска Опера (Norrlandsoperan) е номиниран за Грами.
Има три деца. Кай Гергов (роден на 14 март 2010 г) свири на цигулка. Рей Гергов (роден на 25 май 2012 г.) свири на виолончело. Най-малкият Лео Гергов учи пиано в Университета по музика и изобразително изкуство във Виена.
Кай е носител на различни награди. През 2015 г. печели специалната награда за най-млад участник под възрастовата граница на пиано конкурса Henle, през 2016 г. печели втора награда на същия конкурс. През 2016 и 2018 г. печели първа награда с отличие в „Prima la Musica“. През 2017 г. печели 2-ра награда с цигулка като най-младият участник в конкурса „Млади виртуози“ в София, България, печели също първа и специалната награда за най-добра интерпретация на Барток в Грац, Австрия, също като млад участник. През 2019 г. печели първа награда на Международния конкурс за цигулка Брюксел, Белгия. На 6-годишна възраст Кай дебютира като солист със Симфоничния оркестър на БНР, този концерт е показан по Българската национална телевизия. Следват изпълнения като солист на цигулка с камерния оркестър „Софийски солисти“.
Рей дебютира пред публика на 5 годишна възраст. През 2018 г. и 2019 г. печели първа награда на „Prima la Musica“. През 2020 г. прави дебюта си в Карнеги хол.